# Bloodbath
Bloodbath (рус. Бойня, рус. Кровавая баня) — шведская дэт-метал-супергруппа, объединила в себе множество известных и авторитетных музыкантов шведской метал-сцены, тем не менее, являющаяся постоянно действующей метал-формацией, несмотря на то, что у всех её участников уже есть свои группы. Имеет свой характерный жёсткий, но мелодичный саунд с мужским гроулингом, звучание которого отличается на альбомах, где были разные вокалисты. Названная критиками «супер дэт-метал формацией», вернувшей обратно старую школу дэт-метала.

## История

### Рождение супер-группы
Основана она двумя неизменными участниками группы Katatonia, а именно — Йонасом Ренксе и Андерсом Нюстрёмом, а также Даном Сванё, который также был замечен в рядах вышеуказанной группы, но более известный по группе Edge Of Sanity и Микаэлем Окерфельдтом (известному общественности по его группе Opeth и также по работе в Katatonia на вокале в 1996—1997 годах) в 1999-м году.
Уже с первого EP, имевшего название Breeding Death и вышедшего в 2000-м году, стало ясно, что ничего общего с музыкой групп, в которых играют музыканты, саунд новой формации не имеет. Первоначально обязанности между участниками группы распределились таким образом:
- Микаэль Окерфельдт — вокал
- Йонас Ренксе — бас
- Андерс Нюстрём — гитара
- Дан Сванё — ударные

Музыка коллектива представляла собою квинтэссенцию шведского дэт-метала с жёстким гроулом, что делало музыку даже устрашающей, но тем не менее всё это только благоприятно влияло на мнение критиков.
Таким образом в течение двух лет они записывают новый материал для своего первого полнометражного альбома, основными темами которого стали (и остаются по сей день) жестокость, насилилие, богохульство, смерть и другие ужасы. Он получил название Resurrection Through Carnage и вышел 25 ноября 2002-го года на лейбле Century Media, и был встречен очень тепло критиками и поклонниками жанра.

### Смена состава и второй альбом
Но несмотря на успех первого альбома и растущую популярность группы, Микаэль Окерфельдт покидает группу в 2004-м, чтобы сосредоточиться на своей основной группе Opeth. Оставшись без вокалиста группа почти сразу берет на это место Петера Тэгтгрена, который не менее известный миру по группам Hypocrisy и Pain. Его участие привнесло в группу нечто своё, особенное, вместе с гроулингом появился характерный для него скриминг, что существенно отличало вокал и частично музыку от двух предыдущих релизов.
Как раз в это время Дан Сванё переключается на вторую гитару, а на место барабанщика берут Мартина Аксенрота, известного по группам Witchery, Satanic Slaughter, а также сейчас играющего в группе Микаэля Opeth. Второй альбом вышел в сентябре 2004-го года и имел название Nightmares Made Flesh. На нём было замечено прогрессирование группы, тем более став теперь квинтетом, она стала окончательно не временным проектом музыкантов, а именно полноценной группой.

### Wacken Open Air 2005 и новые потери
Тем не менее в феврале 2005 года о своём уходе заявляет Питер по причине «конфликтующих графиков», но в августе 2005-го Микаэль Окерфельдт снова присоединяется к группе, но лишь для выступления на фестивале Wacken Open Air в Германии, единственном концерте, который музыканты дали в этом году, он в будущем вошёл на DVD, выпущенном аж в 2008-м году. После этого концерта у Блекхайма была похищена его гитара ES S-88AN чёрного цвета, сделанная специально на заказ под него, и так и не была найдена.
В сентябре 2005-го коллектив продолжил поиски вокалиста. Но на этом проблемы не закончились. В августе 2006-го группу покидает ещё один из основателей, а именно Дан Сванё. Хотя его уход из BLOODBATH был довольно противоречивым. Группа заявила, что вынуждена была расстаться с музыкантом, мотивируя, как музыкальными разногласиями, так и его большой занятостью в других проектах, но Сванё же не только не подтвердил, а почти полностью опроверг заявленное группой. По его словам, Блекхайм сам прислал ему e-mail, с сообщением о том, что они больше не нуждаются в его услугах, сам мультиинструменталист не воспринял это враждебно, заявив лишь: «Я желаю парням всего наилучшего и надеюсь, что они вежливо спросят у меня разрешение играть мои вещи вживую для вас». Таким образом группа осталась без второго гитариста, кроме того, подходящий вокалист всё ещё не был найден.

### Второе пришествие и запись нового материала
27 марта 2007-го группа сообщила о том, что состав всё ещё недоукомплектован, но они работают над новым материалом и планируют выпустить mini-CD уже к концу лета, но этого не произошло. В августе 2007 года Йонас Ренксе на официальном форуме группы развеял все слухи и сообщил о том, что работа в прогрессе.
30 января 2008-го года на официальном сайте группы было опубликовано сообщение о том, что Микаэль Окерфельдт снова вернулся в группу и готов продолжать работу над новым материалом. Вместе с ним также был принят и новый второй гитарист Пер Эрикссон, успевший поиграть в группах 21 Lucifers и Genocrush Ferox, и ранее уже работавший, как техник в BLOODBATH и Katatonia. В таком составе они сначала дописывают и издают весной EP Unblessing The Purity. По поводу своего возвращения и записи нового материала Микаэль заявил следующее:

«Я слегка „упомянул“ о возвращении, но сейчас определённо не жалею об этом. Понятно, что я занят всё время своей семьёй и Opeth, так что не настраивайтесь на массовые турне, НО я действительно верю, что мы будем давать отдельные концерты, когда будет подходящее время. Меня попросили спеть на четырёхтрековом издании „Unblessing the Purity“, когда парни работали над ним, и я сказал, что это лучший death metal, который я слышал со времён „Domination“. Я даже не брал в расчёт степень моего личного участия, а просто сделал то, что они хотели от меня, и это звучит очень хорошо! Также, возможно, мы запишем ещё один альбом когда-нибудь попозже…»
И, уже к середине осени, новый долгожданный альбом The Fathomless Mastery, ожидание которого составило почти 4 года, увидел свет. В том же году выходит запись концерта группы на Wacken Open Air 2005-го года на DVD и CD, получившие название The Wacken Carnage. По этому поводу группа обнародовала следующее заявление:

«Наконец-то наш первый и единственный концерт восстал из мёртвых так же, как это делают зомби из фильмов ужасов — 21 апреля на лейбле Candlelight выходит CD/DVD дигипак „The Wacken Carnage“. Прошло уже три года с того момента, как состоялось это шоу, но вам нечего опасаться — когда группа только основалась, мы были в отличной форме, и концерт прошёл просто замечательно, будет ещё один повод вспомнить те славные деньки и лишний раз убедиться, что настоящий death metal не стареет»
17 января 2009-го года группа опубликовала следующее объявление:

«Вместе с режиссёром Owe Lingwall’ом и Village Road Film мы закончили съёмку первого официального видеоклипа в истории команды на трек 'Hades Rising', который вошёл в новый альбом BLOODBATH 'The Fathomless Mastery'. Видео команды было снято в местечке Vallentuna, недалеко от Стокгольма, которое полно хэдбенгинга, крови, хаоса и настоящего дет-металла! Остальная часть сюжета была отснята в Umeå, где кадры будут отредактированы в ближайшие четыре недели. Так что ждите настоящее дьявольское видео. Оно уничтожит тысячи душ!»
Последние два релиза и DVD были выпущены на лейбле Peaceville Records, в то время, как остальные релизы были выпущены на Century Media.
В конце февраля группа заявила о том, что вплоть до 2010-го года группа не будет проводить какие-либо концерты или туры, по причине занятости Микаэля и Мартина в Opeth, а после непродолжительных поисков, замену для концертов им решили всё-таки не искать и приняли решение о приостановлении концертной деятельности.
14 апреля 2012 Блэкхейм объявил что Микаэль официально покинул группу. Когда его спросили, известен новый вокалист или нет, Блэкхейма процитировали: «О, он легенда!».
16 сентября 2014 новым вокалистом группы был объявлен Ник Холмс из Paradise Lost.
17 ноября 2014 группа выпускает альбом с новым вокалистом — Grand Morbid Funeral .

## Участники группы

### Текущий состав
- Йонас Ренксе — Бас-гитара (1999-)
- Андерс Нюстрём («Blakkheim») — гитара, бэк-вокал (1999-)
- Мартин Аксенрот («Axe») — ударные (2004-)
- Пер Эрикссон («Sodomizer») — гитары (2008-)
- Ник Холмс («Old Nick») — вокал (2014-)

### Бывшие участники
- Петер Тэгтгрен — вокал (2004—2005)
- Дан Сванё — ударные (1999—2004), гитара, бэк-вокал (2004—2006)
- Микаэль Окерфельдт — вокал (1999—2004, 2005 (на одно выступление), 2008—2012)

## Дискография

### EP
- Breeding Death (2000)
- Unblessing The Purity (2008)

### Полноформатные альбомы
- Resurrection Through Carnage (2002)
- Nightmares Made Flesh (2004)
- The Fathomless Mastery (2008)
- Grand Morbid Funeral (2014)
- The Arrow of Satan is Drawn (2018)
- Survival of the Sickest (2022)

### DVD
- The Wacken Carnage (2008)
- Bloodbath Over Bloodstock (2011)